# Alessandrino (metrica)
L'alessandrino o martelliano è un verso composto da due emistichi di almeno sei sillabe ciascuno, nei quali la sesta sillaba è accentata. Può coincidere o meno con un dodecasillabo.
Nella metrica francese e occitana, l'alessandrino è un verso composto da un doppio esasillabo (hexasyllabe). Nella metrica italiana all'esasillabo corrisponde il settenario. Quindi l'alessandrino o martelliano può essere definito anche come un doppio settenario. In altre parole è formato da due parti giustapposte, ognuna delle quali è detta emistichio, indipendenti l'una dall'altra. Esso fa parte dunque della serie di "versi composti" della metrica italiana. Alcuni studiosi chiamano questo metro anche "tetradecasillabo".

## Caratteristiche
Trattandosi di due settenari giustapposti, per quanto riguarda gli schemi ritmici, varranno quelli più frequenti per il settenario, vale a dire lo schema (2ª)-4ª-6ª e quello 3ª-6ª, dove i numeri si riferiscono al numero della sillaba sulla quale cade l'accento tonico. Ovviamente, il fatto che questi siano gli schemi ritmici più frequenti non implica che siano i soli a dover essere adoperati; anzi, una certa libertà ritmica è concessa, eccezion fatta per l'accento sulla 6ª sillaba di ognuno dei due emistichi, che è obbligatorio.
A seconda del periodo storico, la sinalefe all'interno di questo metro è più o meno estesa: laddove in Pier Jacopo Martello vi è sinalefe (ovvero nella stragrande maggioranza dei casi, es. dopo un accento forte, come è possibile notare in quasi tutta la poesia italiana postpetrarchesca, la quale ammetteva pur, come Petrarca stesso, diverse eccezioni alla regola della sinalefe generalizzata), in Guido Gozzano in alcuni casi essa non si verifica (avendovi luogo, al contrario, dialefe, come nell'emistichio "Totò opra in disparte"), mentre in altri casi, consimili, si verifica (come in "Totò ha venticinque anni").
Per descrivere il suo funzionamento, si è mutuato dalla metrica classica, per analogia, il termine asinarteto, che è un metro composto di due misure metriche (due cola), in cui alla fine della prima non sono consentiti quei fenomeni normalmente possibili a fine verso, come quantità ancipite e iato eventuale tra la vocale finale e quella iniziale dell'unità successiva: nell'alessandrino infatti entrambe le parti sono trattate come indipendenti, in quanto i settenari possono essere tronchi, sdruccioli o piani senza incidere sul computo complessivo (di regola dunque non si ammette la sinalefe tra le due parti).

## Storia

### Origine del verso e sue prime utilizzazioni in poesia
Il verso alessandrino francese deriva dall'esametro latino (lo ricorda Mallarmé nel suo Crise de vers), o meglio si deve a una particolare maniera - francese - di leggere l'esametro latino nel Medioevo, così come dall'esametro latino deriva l'endecasillabo italiano. Antonio Prete scrive infatti: «Dunque, nonostante le misure diverse e la diversa evoluzione, l'origine è comune. Come analoga è la loro centralità nelle rispettive tradizioni. E tuttavia la scelta dell'endecasillabo da una parte prosciuga il verso originale, imponendo qualche volta rinunce a sfumature e a particolari, dall'altra comporta per così dire una risonanza: la risonanza, e memoria, dei classici della nostra poesia. Fatti, l'uno e l'altro, che possono qualche volta risultare persino necessari: quando ad esempio si tratta di un sonetto, e in più di un sonetto che muova esplicitamente dal solco della tradizione francese; oppure quando il testo originale, se reso col doppio settenario, mostrerebbe nella nostra lingua un di più di espansione narrativa o di solennità».
L'alessandrino deve il suo nome al poema francese Roman d'Alexandre di Alexandre de Bernay (per una storia della sua tradizione vedi Romanzo di Alessandro), della fine del XII secolo, dove questo tipo di verso venne utilizzato per la prima volta (esempio: Li pui de Tus sunt haut envers le ciel tout droit); la denominazione di «Alexandrin» in Francia risale tuttavia al XIV secolo. Il verso alessandrino, diffuso nella letteratura d'oïl fu accolto nell'Italia settentrionale nel Duecento in un poemetto didascalico di autore anonimo veneto, Proverbia quae dicuntur super natura feminarum, dove lo si ritrova in quartine monorime col primo emistichio sdrucciolo, sebbene non costantemente; fu poi utilizzato da Uguccione da Lodi, Giacomino da Verona, e Bonvesin de la Riva; presto si estese al Centro e al Sud dell'Italia e soprattutto fra i poeti della Scuola siciliana. Ma senza dubbio l'esempio più famoso di alessandrino medievale in lingua italiana è il Contrasto di Cielo d'Alcamo, poeta duecentesco della Scuola Siciliana (stando a D'Arco Silvio Avalle, il verso costituito di un emistichio sdrucciolo e uno piano, utilizzato in questo componimento, deriverebbe dal tetrametro giambico catalettico, più che dall'alessandrino francese, il quale a sua volta discende dall'asclepiadeo minore). Poi non è più usato in Italia fino al tardo Seicento, quando viene ripreso da Pier Jacopo Martello.

### L'apogeo dell'alessandrino: il Classicismo francese del Seicento
In Francia l'alexandrin classique (alessandrino classico), formato da due emistichi di senari con forte cesura, venne utilizzato nel XVI secolo dai poeti della Pléiade e dai grandi drammaturghi; l'uso della cesura venne teorizzato così da Boileau:
Suspende l'hémistiche,  ||  en marque le repos.»
(Nicolas Boileau, L'Art poétique, Chant I)
Che la cesura debba essere forte è cosa ancora più consigliabile nel verso italiano, dato che la sua maggiore libertà alla fine dell'emistichio può comportare anche due sillabe sovrannumerarie dopo l'accento fisso sulla 6a: una netta divisione tra i due emistichi consente un'accentazione più forte e una più marcata divisione tra di essi.

### La teorizzazione del martelliano:Del verso tragicodi Martello
Nel tardo XVII secolo Pier Jacopo Martello lo introdusse dunque nella poesia drammatica in lingua italiana, sull'esempio di quanto era avvenuto in quella in lingua francese nel corso del secolo appena trascorso, con le tragedie del classicismo francese di Racine e di Corneille; egli lo sviluppò quindi indipendentemente dagli esempi italiani di alessandrino, che d'altra parte egli non conosceva; nel suo trattato Del verso tragico (1709) egli teorizza l'uso di questo verso nelle tragedie, affermando tra le altre cose che la relativa libertà "sillabica" alla fine degli emistichi (nel senso che possono avere una terminazione sia piana che tronca e sdrucciola) del settenario doppio nella metrica italiana compensa l'alternanza di "rime femminili" e "rime maschili" canonica nella poesia francese tradizionale (in seguito, cioè nell'Ottocento, questa alternanza sarà imitata da Carducci alternando rime piane e rime tronche in alcuni componimenti presenti nelle Rime nuove, con un procedimento tra l'altro già frequentemente in uso, con altri metri e in altre forme, dal Chiabrera in poi); proprio dal Martello deriva il nome di "martelliano" assunto dall'alessandrino nella letteratura italiana.
Nel trattato del 1709, Pier Jacopo Martello confessa che l'alessandrino francese, sebbene non sia «molto ritondo, o colante», è molto comodo per via della sua lunghezza per «esprimere interamente qualunque difficile sentimento», e che le sue rime baciate non sono stomachevoli come lascerebbe pensare la loro vicinanza, poiché tra di esse intercorre una distanza di dodici sillabe nel caso di versi "mascolini" e di tredici sillabe nel caso di versi "femminini". Egli si ingegnò dunque, nella speranza di imitarne la relativa forza e naturalezza nell'espressione, di trasporre in quel metro la lingua italiana. Pensò quindi di trasferire nella lingua italiana questo verso più volte, ma senza fortuna:
«Imperocché, dove i Franzesi divorano con la pronuncia le sillabe, cui scrivono intere, noi troncandole con la voce, saremmo ancora necessitati a troncarle con la scrittura; laonde tanto nelle cesure, quanto nelle cadenze, o in monosillabi, o in vocali accentate, o in consonanti tronche terminaremmo, constituendo un metro, che nella misura corrispondesse al Franzese, ma non nell'effetto: meglio dunque stimai trovar verso, che nell'effetto, non nella misura a quello corrispondesse, la cui lunghezza fosse egualmente, ed anzi più comoda a comprendere qualunque fossesi sentimento, ed il cui suono non riuscisse sì barbaro agli orecchi Italiani, i quali hanno condannata per lo passato la quantità di que' metri, che la quantità dei versi Latini, o Epici, o Saffici, o in qualunque modo Lirici, hanno voluto introdurre nel nostro idioma».
Quindi egli afferma che, se i francesi alternano per lo più due rime femminili a due maschili, gli italiani potrebbero serbare in ciò una maggiore libertà, sia per
«non prender da altri legge, e per fare a noi quella legge, ché sempre libera, e nell'arbitrio di chi se la fa da sé stesso, come ancora, per non cadere in soverchia armonia, mescolandoli, alternandoli, unendoli conforme ci tornerà più in acconcio, e non sempre nella cesura terminando porzione del sentimento; poiché in guisa tale i nostri versi, che da qui innanzi Tragici chiameremo saran mutati, rimati, ma vari alquanto di suono, ma di rime un po' distanti, e di misura maggiormente capace di qualunque più adagiata espressione».
In seguito spiega che siffatto verso avrà una misura varia che nella maggior parte dei casi avrà quattordici sillabe, ma che, a seconda delle terminazioni degli emistichi (piane, tronche o sdrucciole, insieme o alternativamente), varieranno da un minimo di dodici a un massimo di sedici sillabe. Inoltre
«altra diversità nascerà, se a mezzo il verso si truovi vocale susseguita da consonante, o da altra vocale [...]; dimodoché senza patimento verun dell'orecchio avremo un'armonia non men varia di quella abbiano avuto i Greci con tante sorte di versi nelle Tragedie loro a bella a posta mescolati, e confusi, ed altra insomma da quella, che nasce dalle due fatte de' versi Franzesi Drammatici, mascolini cioè, e femminini».
Infine, per compensare questa maggiore libertà che il verso tragico italiano ha rispetto all'alessandrino francese, il Martello propone che ci si renda ancora più indipendenti da quello, astenendosi più che si può dal ripetere una rima già usata una seconda volta nella stessa scena: cosa che contribuirà, anch'essa, alla varietà dei suoni «tutti egualmente nascenti da poco diverse misure di verso».

### Peripezie del verso martelliano dal Settecento ai primi anni del Novecento

#### Goldoni: il più grande utilizzatore del verso martelliano?
Questo metro verrà usato alla metà del XVIII secolo da Carlo Goldoni in numerose commedie cosiddette "romanzesche" e tragicommedie, alcune delle quali di argomento esotico o orientaleggiante, ed altre a carattere biografico (la prima commedia di tal genere scritta da Goldoni è, per l'appunto, Il Molière). Sebbene questo genere di commedie non abbia avuto in seguito la stessa fortuna delle opere in prosa, bisogna dire che, almeno a livello quantitativo, esse costituiscono un corpus tutt'altro che secondario (28 opere). Infatti, sul totale di opere teatrali (in versi o in prosa) di Goldoni, circa 150, queste ventotto costituiscono all'incirca un sesto. Il commediografo veneto rende ancora più netta la pausa di senso in corrispondenza della cesura tra i due emistichi, il che ne farà criticare da parte di alcuni, come il Carducci, l'eccessiva monotonia (in particolare vi si evita di dividere, in corrispondenza della cesura, un sostantivo dall'aggettivo ad esso riferito, e più in generale vi si tratta ogni emistichio come un verso a sé stante, in cui non è permesso l'enjambement, in ossequio soprattutto al modello classico francese).
Il successo di queste commedie è immediato: si diffonde la moda del martelliano e l'abate Pietro Chiari entra in concorrenza con il suo più celebre rivale scrivendo anche lui delle commedie in cui adotta questo tipo di verso. Il martelliano ha una sua vitalità anche come verso del genere epistolare: gli esempi più degni di nota sono alcune epistole (contenute nelle rispettive raccolte di versi) dello stesso Goldoni ed altre di Giuseppe Baretti. Le "Quattro epistole" in versi martelliani di quest'ultimo risaltano in particolare per la loro vivacità e la loro espressività, le quali raggiungono spesso, grazie al linguaggio che le connota, degli effetti comici.

#### Il verso-simbolo dell'influenza della poesia francese tra Ottocento e Novecento
In epoca moderna l'alessandrino verrà usato, fra gli altri, da Giuseppe Giacosa (nel dramma del 1871, allora famosissimo, intitolato Una partita a scacchi), Giosuè Carducci (soprattutto nelle Rime nuove), Mario Rapisardi, Ada Negri, Felice Cavallotti (ne La marcia di Leonida, assai nota ai suoi contemporanei), Gabriele D'Annunzio (nell'Intermezzo nei componimenti "Il peccato di Maggio", "La tredicesima fatica" e "Il sangue delle vergini" e, nella raccolta L'Isottèo e La Chimera, in Booz addormentato, traduzione di una celebre poesia di Victor Hugo), Guido Gozzano (vedi infra gli esempi) ed Eugenio Montale (per es. in Voce giunta con le folaghe: "Poiché la via percorsa, se mi volgo, è più lunga").
In Francia, l'alessandrino libero (alexandrin libéré) con la cesura inserita dopo la sesta venne usato dai simbolisti francesi, soprattutto da Verlaine e darà il via in Europa al verso libero.

## Esempi
Un esempio di metro alessandrino, utilizzato da un poeta della Scuola siciliana del XIII secolo lo si trova nel Contrasto di Cielo d'Alcamo, che è formato da tre versi alessandrini monorimi composti ciascuno da un settenario sdrucciolo e da un settenario piano, seguiti da due endecasillabi a rima baciata:
«Rosa fresca aulentis[s]ima  ||  ch'apari inver' la state,
le donne ti disiano,  ||  pulzell' e maritate:
tràgemi d'este focora,  ||  se t'este a bolontate;
per te non ajo abento notte e dia,
penzando pur di voi, madonna mia»
(Cielo d'Alcamo, Contrasto)
Esempi di settenari doppi (versi "martelliani") di Pier Jacopo Martello:
«Tu morrai, Parricida.  ||  Chi mi ritien la destra?
Vivrà dunque impunito  ||  chi uccisa ha Clitennestra?
No; fuggi invano, invano  ||  teco hai l'Erinni al fianco;
Te seguirò agli abissi;  ||  ma all'uopo il piè vien manco»
(Pier Jacopo Martello, Ifigenia in Tauride, Atto I, scena I)
Ne "Il filosofo inglese" di Goldoni:
«Madama di Brindé  ||  discaccerò dal petto.
Se l'amor non conviene,  ||  le serberò il rispetto».
(Carlo Goldoni, Il filosofo inglese, Atto I, scena III)
In "Sui campi di Marengo", Giosuè Carducci dispone i doppi settenari piani in quartine con rime baciate (AABB):
Su i campi di Marengo  ||  batte la luna; fosco
Tra la Bormida e il Tanaro  ||  s'agita e mugge un bosco;
Un bosco d'alabarde,  ||  d'uomini e di cavalli,
Che fuggon d'Alessandria  ||  da i mal tentati valli.
D'alti fuochi Alessandria  ||  giù giù da l'Apennino
Illumina la fuga  ||  del Cesar ghibellino:
I fuochi de la lega  ||  rispondon da Tortona,
E un canto di vittoria  ||  ne la pia notte suona
(Giosuè Carducci, "Sui campi di Marengo", Rime nuove)
Si veda anche un esempio tratto dal componimento di Felice Cavallotti amato anche dallo stesso Carducci:
«Olà voi che di Tespia  ||  lasciaste le contrade,
Voi che d'Euròta i bagni  ||  lasciaste i forti amor!
O per le patrie leggi  ||  pugnanti ellenie spade
Vedrem se il mondo ha lauri  ||  che sfrondi il vostro allor».
(Felice Cavallotti, "La marcia di Leonida")
Ai primi del '900, in epoca contemporanea quindi, Guido Gozzano ha utilizzato settenari doppi con rime interne ed esterne incrociate (aBbA):
«Tra bande verdi gialle  ||  d'innumeri ginestre
la bella strada alpestre  ||  scendeva nella valle.
Andavo con l'Amica,  ||  recando nell'ascesa
la triste che già pesa  ||  nostra catena antica;
quando nel lento oblio,  ||  rapidamente in vista
apparve una ciclista  ||  a sommo del pendio.»
(Guido Gozzano, "Le due strade", La via del rifugio)
Ma si può parlare più propriamente di versi alessandrini, rimanendo a Guido Gozzano, riferendosi al suo "Totò Merumeni" (che peraltro riprende il titolo di una poesia di Baudelaire, "L'Héautontimorouménos", la quale a sua volta si riferisce alla commedia di Terenzio intitolata appunto Heautontimorumenos, il cui titolo significa "Punitore di sé stesso"), caratterizzato dalle quartine con versi a rima alternata ABAB:
«Col suo giardino incolto,  ||  le sale vaste, i bei
balconi secentisti  ||  guarniti di verzura,
la villa sembra tolta  ||  da certi versi miei,
sembra la villa-tipo,  ||  del Libro di Lettura...
Pensa migliori giorni  ||  la villa triste, pensa
gaie brigate sotto  ||  gli alberi centenari,
banchetti illustri nella  ||  sala da pranzo immensa
e danze nel salone  ||  spoglio da gli antiquari.
[...]
Così Totò Merùmeni,  ||  dopo tristi vicende,
quasi è felice. Alterna  ||  l'indagine e la rima.
Chiuso in se stesso, medita,  ||  s'accresce, esplora, intende
la vita dello Spirito  ||  che non intese prima.
Perché la voce è poca,  ||  e l'arte prediletta
immensa, perché il Tempo  ||  - mentre ch'io parlo! - va,
Totò opra in disparte,  ||  sorride, e meglio aspetta.
E vive. Un giorno è nato.  ||  Un giorno morirà».
(Guido Gozzano, "Totò Merùmeni", I colloqui)
Claudia Bussolino, nel suo Glossario di retorica, metrica e narratologia, Alpha Test, 2006, afferma, alla voce Alessandrino, che: «I versi brevissimi di Ungaretti talora ricomposti risultano parti di versi canonici. "Si sta come / d'autunno / sugli alberi / le foglie" (Soldati, in L'allegria) è un alessandrino franto disposto su quattro versi, che corrispondono all'intero componimento». La studiosa ci informa anche, alla voce Martelliano, che nel Novecento questo metro fu recuperato da Pasolini (si pensi ad esempio al componimento "Récit", presente nella silloge Le ceneri di Gramsci, in cui tuttavia non vi si rispetta sempre l'omometria tra i versi).